# Dế trũi phương bắc
Dế trũi phương bắc, tên khoa học Neocurtilla hexadactyla, là một loài dế trũi có nguồn gốc ở miền đông Bắc Mỹ. phạm vi của nó kéo dài từ đạt phía nam của miền đông Canada và qua phía đông và miền trung Hoa Kỳ.